# Amblyseius nayaritensis
Amblyseius nayaritensis är en spindeldjursart som beskrevs av De Leon 1961. Amblyseius nayaritensis ingår i släktet Amblyseius och familjen Phytoseiidae. Inga underarter finns listade i Catalogue of Life.